# Застременье
Застременье — деревня на северо-западе Бежаницкого района Псковской области.  Входит в состав сельского поселения Ашевское.
Расположена на левом берегу реки Уда, в 31 км к северо-западу от райцентра Бежаницы.
Численность населения деревни составляет 15 жителей (2000 год).
До 3 июня 2010 года деревня входила в состав ныне упразднённой Ашевской волости.